# Luzaga
Luzaga est une commune d'Espagne de la province de Guadalajara dans la communauté autonome de Castille-La Manche.

## Histoire
La commune était appelée Lutia à l'époque celtique et, plus tard, Luzbella. 